# Centre Peres pour la Paix

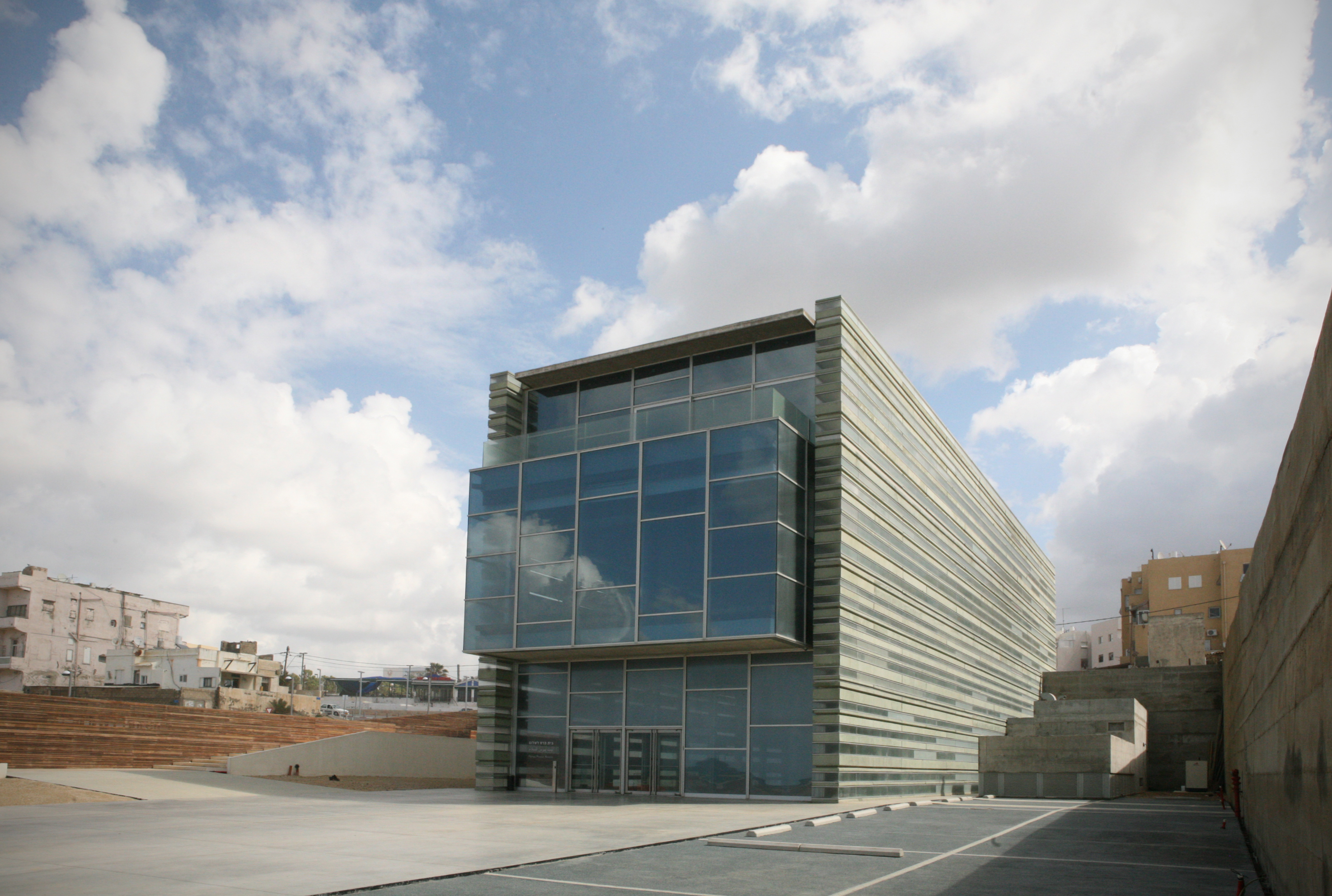
Le Centre Peres pour la Paix à Tel Aviv-Jaffa

Le Centre Peres pour la Paix (en hébreu : מרכז פרס לשלום, en arabe : مركز بيرس للسلام) est une organisation non gouvernementale basée à Tel Aviv-Jaffa en Israël. Il a été fondé en 1996 par Shimon Peres, ancien premier ministre d’Israël et lauréat du Prix Nobel de la paix. Son but est de « bâtir une infrastructure de paix et de réconciliation par et pour les habitants du Moyen-Orient ».
Le Peres Center mène une dizaine de projets de consolidation de la paix et de développement dans les domaines de l'éducation, du sport, de la médecine, de l'économie ou encore de l'agriculture. Tous ces projets sont menés conjointement avec les organisations arabes partenaires (majoritairement palestiniennes)  et se sont avérés être viables dans le temps et couronnés de succès malgré la situation politique et économique dans la région.